# Koror (isola)
Koror (o Oreor) è un'isola delle Palau, nell'Oceano Pacifico, nello Stato di Koror a cui dà il nome.

## Geografia
Koror è un'isola dalla forma molto irregolare, con una catena principale, la Sngell, che crea la dorsale nord-orientale dell'isola. Ad ovest della dorsale si sviluppa un'area pianeggiante dove si trova il centro abitato.
L'isola è circondata da una barriera corallina.